# Oliver Edwin Baker
Oliver Edwin Baker, född 10 september 1883, död 2 december 1949, var en amerikansk geograf.
Baker var från 1912 anställd vid USA:s jordbruksdepartement. Han utgav bland annat The climate of Wisconsin and it's relation to agriculture (1912, tillsammans med A. R. Whitson) och Geography of the world's agriculture (1917, tillsammans med V. C. Finch) samt utgav och medverkade i Atlas of American agricuture (1912-1936).